# 田坂祐介
田坂祐介（日语：田坂 祐介，1985年7月8日—），已退役日本足球運動員，司職中場。

## 俱樂部生涯
田坂佑介出身于广岛三箭下属球队，2008年加盟川崎前锋。
当地时间7月24日，波鸿正式宣布田坂祐介通过体检并正式签约3年。
德乙的波鸿中场田坂祐介基本确定将加盟川崎前锋，预计近日将正式宣布。本赛季德乙结束后田坂祐介与波鸿的合同期满离队，在本月7日返回了日本，与川崎进行谈判，虽然其他球队也希望得到他但他还是希望重返曾效力4年半的老东家。
川崎前锋中场田坂佑介合同到期离队。千叶市原21日官宣田坂佑介加盟俱乐部。效力于千叶的田坂佑介受伤将缺阵7个月。

## 外部連結
- 日本職業足球聯賽中的田坂祐介 （日語）
- Profile at Kawasaki Frontale （页面存档备份，存于） （日語）
- fussballdaten.de：Yusuke Tasaka之統計數據 （德文）
- 川崎フロンターレによる公式プロフィール
- 田坂祐介的X（前Twitter）